# Xã Denver, Quận Richland, Illinois
Xã Denver (tiếng Anh: Denver Township) là một xã thuộc quận Richland, tiểu bang Illinois, Hoa Kỳ. Năm 2010, dân số của xã này là 411 người.